# Саболч Самоши
Саболч Самоши (на унгарски: Szamosi Szabolcs) е унгарски органист, носител на наградата „Ференц Лист“. От 2013 г. е изпълнителен директор на Дружеството с нестопанска цел „Филхармония Унгария“.

## Биография
Роден е на 31 декември 1970 г. в Печ. Между 1977 и 1985 г. посещава Основното музикално училище на улица „Крал Матяш“ в град Печ. Завършва средното си образование в Бенедиктинската гимназия в Панонхалма през 1989 г., там започва да свири на орган, негов учител е органистът Лукач Ференц Амент.
От 1989 до 1994 г. следва математика и музикална педагогика в университета „Янус Панониус“ в Печ. Междувременно изучава орган при Мария Егетьо в Сегед. От 1993 г. учи църковно диригентство в унгарското Национално дружество „Света Цецилия“ в Будапеща, където се дипломира през 1996 г. Негови преподаватели са органистът и композитор Ищван Колош и диригентът Ласло Тарди.
От 1996 г. учи в Университета за музикални и сценични изкуства в Грац, където се дипломира с отличие през 2000 г. по орган, през 2001 г. по църковна музика, през 2002 г. като учител по орган. Негови преподаватели са Ернст Трибел, Ханфрид Луке и Йозеф М. Дьолер. От 2000 до 2002 г. учи орган в Университета по музикално изкуство в залцбургския Университет „Моцартеум“ с преподавател Ханфрид Луке.
Саболч Самоши посещава и майсторските класове на Луи Робилиар (1998, Швейцария), Едоардо Белоти (1999, Италия) и Микаел Радулеску (2000, Австрия).
От 1993 г. до 1994 г. Саболч е преподавател по пеене във Второ основно училище към Образователен център „Апацаи“. От 1994 до 2013 г. е органист, диригент и музикален директор на базиликата в Печ и директор на Епархийския институт за обучение на кантори в Печ. По време на работата си, той обновява църковния музикален живот в Печ, като адаптира знанията си от следването в Австрия. Името му се свързва с обновяването на музикалните меси в Печ и с факта, че по повод годината на Моцарт (2006 г., 250-годишнината от рождението на композитора) с Хора и Оркестъра на Базиликата в Печ представя всички оркестрови меси на големия композитор. За честването на 1000-годишнината от основаването на Печката епархия, наред с други събития, е представена „Симфония на хилядата“ от Малер с хор от 600 души и орекстър от 150 души.
По молба на бившия директор Атила Варнад, през 2010 г. Самоши става ръководител на Дружеството с нестопанска цел „Филхармония Южно Задунавие“.
През 2020 г. епископ Ласло Киш-Риго го назначава за музикален директор на катедралата в Сегед, като мандатът му започна с Великденската литургия.